# Hermóðr

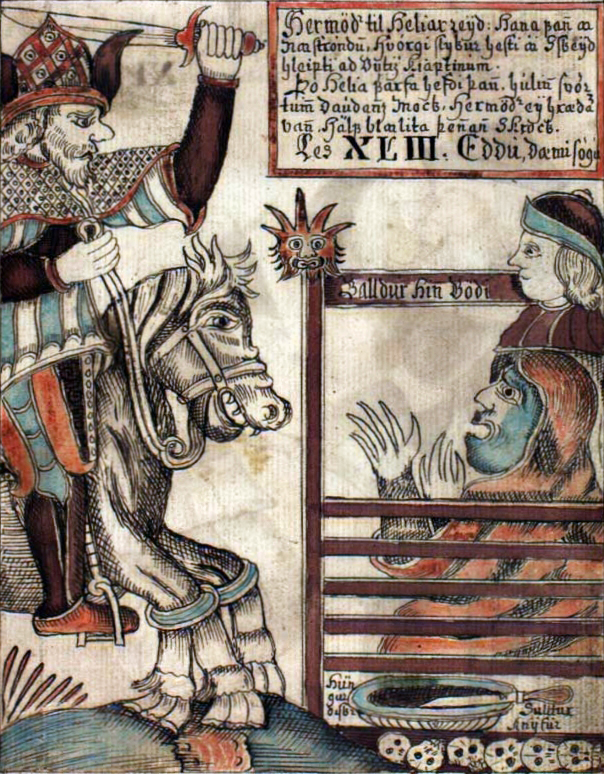
Hermóðr cavalca al Hel sobre Sleipnir. Allà es troba amb Hel i Baldr. Del manuscrit islandès del S. XVIII NKS 1867 4to.

Hermóðr el Valent en (nòrdic antic "esperit de la guerra", en forma anglesa com Hermod) és una figura de la mitologia nòrdica, el fill del déu Odin.

## Documents

### Edda prosaica
Hermóðr apareix clarament a l'article 49 de la Edda prosaica, al llibre Gylfaginning. Allà es descriu que els déus estaven sense paraules i devastats per la mort de Baldr, incapaços de reaccionar causa de la seva dolor. Després que els déus van reunir el seu enginy després de la immensa commoció i el dolor per la mort de Balder, Frigg va preguntar qui dels Asos desitjava "guanyar tot el seu amor i favors" per fer el camí cap al Hel. Va ser acordat oferir Hel un rescat a canvi de la devolució de Baldr a Asgard. Hermóðr està d'acord en això i va partir amb Sleipnir al Hel.
Hermóðr va muntar Sleipnir, el cavall d'Odin, durant nou nits a través de valls profundes i fosques fins al Gjöll, un pont cobert d'or brillant, el pont està custodiat per la donzella Móðguðr "Frenesí de la batalla" o "Cansada de la batalla". Móðguðr va dir a Hermóðr que Baldr ja havia creuat el pont i que ell havia d'anar cap avall i cap al nord.
En arribar a la porta d'Hel, Hermóðr va desmuntar, va estrènyer la sella de Sleipnir, muntà de nou, i va esperonar Sleipnir de manera que va saltar per complet per sobre de la porta. Així que per fi Hermóðr va arribar a la sala d'Hel i va veure Baldr assegut al seient més honrós. Hermóðr va pregar a Hel per alliberar Baldr, citant els grans plors per Baldr entre els Æsir. Hel llavors va anunciar que Baldr només seria alliberat si totes les coses, mortes i vives, ploresin per ell.
Baldr va donar a Hermóðr l'anell Draupnir que s'havia cremat amb ell a la seva pira, perquè el donés a Odin. Nanna va donar una túnica de lli per a Frigg, juntament amb altres regals i un anell per a Fulla. Llavors Hermóðr tornà amb el seu missatge.
Hermóðr es diu "fill" d'Odin en la majoria dels manuscrits, mentre que en el Codex Regius, normalment considerat el millor manuscrit, Hermóðr es diu Sveinn Oðins, el 'noi d'Odin', que en el context és probable que estigui en el sentit de 'servent d'Odin'. No obstant això Hermóðr, en un passatge posterior, es diu que és el germà de Baldr i també apareix com a fill d'Odin en una llista dels fills del déu. Vegeu fills de Odin.

### Edda poètica
El nom Hermod Sembla que s'aplica a un heroi mortal a l'Edda poètica, al poema Hyndluljóð (estrofa 2):
  El favor del Heerfather procurarem trobar,
Per als seus seguidors dona de gust or; 

Per a Hermod donà elm i cota de malla,
I a Sigmund li donà una espasa com a regal.
Heerfather (Granpare, Reipare o, també, Pare d'exèrcits) és un nom d'Odin.  

### Poesia skaldica
Al poema skaldic Hákonarmál (estrofa 14) Hermóðr i Bragi apareixen al Valhalla donant la benvinguda a Hákon el Bo. No és segur que Hermóðr o Bragi pretenguin ser déus en aquest poema.

### Beowulf
Al poema en anglès antic Beowulf, Heremod és un rei danès que va ser enviat a l'exili i a les antigues genealogies angleses apareix Heremod apropiadament com un dels descendents de Sceafa i en general com el pare de Scyld.

## Interpretació
En conseqüència, és debatut si Hermóðr podria no haver estat el nom d'un o més herois o reis antics, així com el nom d'un déu o si el déu esmentat per Snorri era, en el seu origen, el mateix que un antic heroi o rei anomenat Hermóðr.
Hermod sona similar a Hermes, el déu grec dels missatgers. Una de les seves tasques era guiar les ànimes a l'Hades, l'inframón.
Com un heroi mortal, Óðr entra al Valhala. El seu mite és una iniciació Odinica. A Svipdagsmál, la seva mare canta nou encanteris sobre ell per mantenir-lo fora de perill al camí. Entra a la terra dels gegants, rescata Freyja, i la torna a Asgard. Després va a la recerca d'una espasa que es troba en els baixos fons, a la base de l'arbre de món, i s'esforça per portar-la de tornada a Asgard. Només ell pot fer-ho. Odin (Fjolsviðr, cp. Grímnismál 47) es troba amb ell a la porta. Com Skirnir, torna a Jotunheim a la recerca de Gerd en nom del seu germanastre, Frey. Un cop més, porta la mateixa espasa. A l'Edda, quan els altres déus no tenen paraules, Herm-Oðr solament actua. Munta Sleipnir i viatja a Hel a la recerca de Baldr. Odin fa el mateix viatge al poema El Somni de Baldr. Tots dos veuen allà el palau de Baldur, el qual s'assembla a Mimisholt (Vafþrúðnismál 45). Odr-Rerir, el nom de la hidromel poètica, i del pou de Mimir, significa "l'óðr-agitador", "l'óðr-movent". Forma part del nom de Herm-óðr.
A Beowulf Heremod és esmentat per primera vegada per un bard immediatament després que canti un episodi de la vida de l'heroi Sigmund i el seu nebot Fitela. A l'antic nòrdic Eiríksmál Sigmund i el seu nebot Sinfjötli (= Fitela) són enviats a saludar el rei mort Eirik Destral de Sang i li donen la benvinguda al Valhalla, mentre que en el Hákonarmál són Bragi i Hermóðr els que són enviats a saludar el rei Hákon el Bo en la mateixa situació, el que podria suggerir una equivalència entre els dos.
Com s'ha citat a Hyndluljóð" (estrofa 2) Hermóðr i Sigmund tornen a tenir paral·lelismes:
  Per a Hermod donà elm i cota de malla,
I a Sigmund li donà una espasa com a regal.  